# 벌크업
보디빌딩에서 근육의 양을 더욱 효과적으로 증대시키기 위해 거쳐가는 일련의 과정으로, 높은 강도의 운동을 병행하면서 식사량을 늘려 체내에 양질의 탄수화물과 단백질, 기타 영양소들을 충분히 공급시킴으로써 체중 및 근육량을 지속적으로 상향 상태로 유지하는 것을 의미한다. 주로 살이 빠져있는 사람들이 많이 한다. 물론 살이 빠졌으나 근육 등이 있는 사람은 제외다. 살이 찐 상태에서는 하면은 안 된다. 살 찐 사람은 그와 정반대다.
비유하자면 아름다운 건물을 짓기 위해 철근과 시멘트가 필요한데 이 과정에서 건물 주변과 건물 본체가 더러워지게 되지만 후에 완성체는 아름다운 형태의 건물이 완성되는 것과 같다.
즉 여기서 철근과 시멘트가 단백질, 무기질 등과 같은 각종 영양소를 뜻하고 이 과정에서 더러워지는 것이 체지방을 뜻한다.
따라서 벌크업은 근육의 성장을 위해 근육량과 체지방을 모두 늘리는 것이다.